# Гёзалов, Адигёзал Халил оглы
Адигёзал Халил оглы Гёзалов (азерб. Adıgözəl Gözəlov; 1907, Кюргарабуджаг, Бакинская губерния — 29 мая 1966) — советский азербайджанский хозяйственный и государственный деятель.

## Биография
Родился в 1907 году. Член ВКП(б) с 1928 года. Выпускник Азербайджанского государственного педагогического института.
С 1928 года — редактор газеты политического отдела машинно-тракторной станции, заведующий отделом, редактор газеты «Коммунист», корреспондент, редактор газеты «Коммунистическое воспитание», заведующий отделом печати ЦК КП(б) Азербайджана. До 1939 года являлся заведующим отделом пропаганды и агитации ЦК КП(б) Азербайджана. С 1939 по 1941 год — секретарь ЦК КП(б) Азербайджана по кадрам. С 1941 по 1943 год — секретарь ЦК КП(б) Азербайджана по пищевой и рыбной промышленности.
Председатель Совета Народных Комиссаров Нахичеванской АССР (1944—1946). Министр рыбной промышленности Азербайджанской ССР (19 мая 1954 — 6 июня 1957). Начальник главного управления рыбной промышленности Азербайджанского Совета Народного хозяйства (1957—1958).
Избирался депутатом Верховного Совета СССР 2-го созыва (10 февраля 1946—1950).

## Награды
- Орден Ленина (27 апреля 1940)
- Орден Трудового Красного Знамени (25 февраля 1946)
- Орден Отечественной войны 2-й степени (1 февраля 1945)